# Cáspios

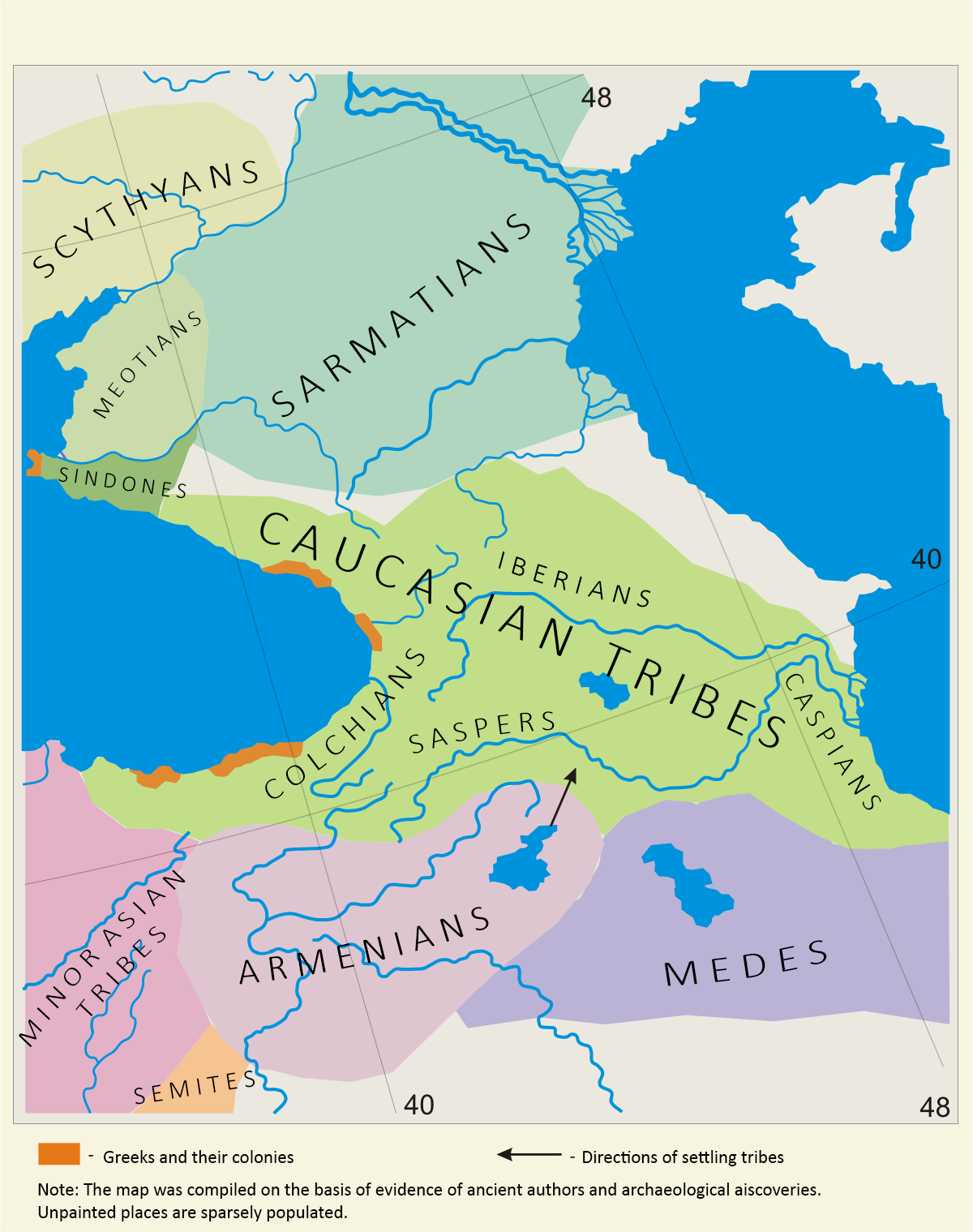
Mapa étnico do Cáucaso nos séculos V e

Cáspios (em grego: Κάσπιοι; romaniz.: Káspioi; کاسپی‌ها; em árabe: ܟܣܦܝ; romaniz.: kspy; em armênio/arménio: Կասպք; romaniz.: Kaspk’), caspos (em latim: caspi) ou caspianos (caspiani) eram um povo da Antiguidade que vivia ao longo da costa sudoeste do mar Cáspio, na região conhecida como Caspiana (Plínio, o Velho, História Natural, Vi.13). Seu nome mencionado duas vezes por Heródoto (III.92-92) entre as satrapias aquemênidas de Dario I (r. 522–486) e aplicado por Estrabão (II.2.15). O nome não é atestado no antigo iraniano.
Os Cáspios têm sido geralmente considerados um povo pré-indo-europeu. Foram identificados por Ernst Herzfeld com os cassitas, que falavam uma língua não identificada com nenhum outro grupo linguístico conhecido e cujas origens têm sido objeto de debate há muito tempo. No entanto, evidências onomásticas relacionadas a este ponto foram descobertas em papiros aramaicos do Egito publicados por Pierre Grelot, nos quais vários dos nomes cáspios mencionados - e identificados sob o gentílico כספי kaspai - são, em parte, etimologicamente iraniano. Os cáspios dos papiros egípcios são, portanto, geralmente considerados como um povo iraniano ou fortemente sob influência cultural iraniana.
No século V, durante o domínio persa no Egito, um regimento (aramaico deguel) de cáspios estava estacionado em Elefantina, conforme atestado nos papiros de Elefantina. São chamados de kspy em aramaico e compartilhavam seu regimento com os corásmios, báctrios e outros povos iranianos. Eles não eram a única guarnição em Elefantina, onde havia também um regimento de judeus.
Os cáspios são chamados de caspianos no De situ orbis de Pompônio Mela, caspos na História Natural de Plínio, o Velho e caspíadas (caspiadae) na Argonáutica de Valério Flaco. Na última obra, os cáspios são aliados do rei Perses da Cólquida e aparecem entre os povos citas. Dizem que têm cães de luta que levam para seus túmulos. Isso pode, de fato, refletir uma variante do costume zoroastrista do enterro celestial, no qual o falecido é deixado para os cães devorarem. Os caspíadas reaparecem na medieval Historia de via Hierosolymitana entre o povo organizado contra as forças da Primeira Cruzada (1096–1099). O poeta anônimo, baseando-se em Flaco, provavelmente procurou conectar os turcos seljúcidas, o verdadeiro inimigo dos cruzados, com os antigos citas.